# Here I Go Again
«Here I Go Again» (en español: «Aquí voy de nuevo») es una power ballad grabada e interpretada por la banda de hard rock y glam metal brito-estadounidense Whitesnake. Originalmente fue publicada en su álbum de 1982, Saints & Sinners, siendo posteriormente regrabada para su álbum homónimo de 1987, Whitesnake.
El sencillo fue regrabado por tercera y última vez en 1988 en una nueva "versión para radio", significativamente más corto. La edición de 1987 alcanzó el número uno en el Billboard Hot 100 el 10 de octubre de 1987, y el número nueve en el UK Singles Chart el 28 de noviembre de 1987. También alcanzó el número uno en la lista de sencillos de Canadá, el 24 de octubre de 1987.
En 2006, la versión de 1987 fue nombrada como la 17.ª mejor canción de la década de 1980 por VH1.

## Antecedentes y composición
La canción fue escrita en conjunto por el cantante de Whitesnake, David Coverdale y el exguitarrista de la banda, Bernie Marsden. Las diferencias más notables entre la versión original y las dos posteriores son el estilo, métrica y potencia de la música (blues rock frente a hard rock) y un ligero cambio en las letras. El estribillo de la versión original de 1982 cuenta con las líneas:

"An' here I go again on my own
Goin' down the only road I've ever known
Like a hobo I was born to walk alone"
"Aquí voy de nuevo por mi cuenta
Bajando por el único camino que he conocido
Como un vagabundo nací para caminar solo"

La nueva línea agregó: "Like a drifter I was born to walk alone".En una entrevista, Coverdale afirmó que cambió la letra de "hobo" por su sinónimo en inglés "drifter", porque temía que la gente pensara que estaba diciendo "homo" (como en "homosexual") en lugar de "vagabundo". Otras diferencias notables son la mayor utilización de coros, sintetizadores y solos de guitarra en cada una de las versiones editadas.

## Vídeo musical
El vídeo musical para la canción fue dirigido por Marty Callner, quien dirigió la mayor parte de los vídeos de Whitesnake en la década de 1980.
Se convirtió en memorable debido a la aparición de la actriz Tawny Kitaen, vestida con lencería blanca. En el vídeo se la ve haciendo cabriolas sobre el capó del Jaguar XJ del cantante David Coverdale. Mientras lo masajea, este intenta en vano concentrarse en la conducción. El video se hizo famoso como fetiche erótico porque en un momento la fuerte corriente de aire hace que el elegante traje verde de Tawny se abra demasiado durante un par de segundos y como no llevaba nada debajo, se le vea el pecho izquierdo, distinguiéndose claramente su pezón. Esto sucede en el minuto 2, segundos 18-19 del videoclip. Tawny más tarde se convirtió en la esposa de Coverdale por un breve período.
El vídeo musical fue parodiado en un episodio de American Dad!, así como en las películas Talladega Nights: The Ballad of Ricky Bobby y Death Proof. También aparece en varias ocasiones en la película Old School del Frat Pack. Fue parodiado por Nicholas D'Agosto y Eric Christian Olsen en los créditos de Fired Up!. También fue parodiada en un vídeo musical de 1985 de Bowling for Soup. Grabada originalmente por SR-71, la canción en sí contiene referencias con las letras "She was gonna shake her ass/On the hood of Whitesnake's car".

## Formación
Versión original de 1982; Saints & Sinners
- David Coverdale - voz principal y coros
- Bernie Marsden - guitarra principal y coros
- Micky Moody - guitarra rítmica
- Neil Murray - bajo
- Jon Lord - órgano y sintetizador
- Ian Paice - batería

Versión de 1987; Whitesnake
- David Coverdale - voz principal y coros
- John Sykes - guitarra rítmica y coros
- Adrian Vandenberg - guitarra principal
- Neil Murray - bajo
- Don Airey - sintetizadores
- Bill Cuomo - sintetizadores
- Aynsley Dunbar -batería

## En películas y series
- La canción aparece en la película de 1998 I Still Know What You Did Last Summer.
- La canción aparece en la película de 2003 Old School.
- La canción aparece en la película de 2008 Adventureland.
- La canción aparece en la película de 2009 Fired Up.
- La canción aparece en la película de 2010 Barry Munday.
- La canción aparece en la película de 2010 The Fighter
- La canción aparece en el capítulo séptimo de la quinta temporada de "Californication".
- La canción aparece en la película de 2012 "La era del rock".

## Posicionamiento en listas
| Lista (1987–88)                         | Mejor posición |
| --------------------------------------- | -------------- |
| Australia (Kent Music Report)           | 24             |
| Alemania (Media Control AG)             | 29             |
| Canadá (RPM Top Singles)                | 1              |
| Estados Unidos (Billboard Hot 100)      | 1              |
| Estados Unidos (Mainstream Rock Tracks) | 4              |
| Irlanda (IRMA)                          | 7              |
| Noruega (VG-lista)                      | 17             |
| Nueva Zelanda (Recorded Music NZ)       | 34             |
| Países Bajos (Dutch Top 40)             | 5              |
| Reino Unido (UK Singles Chart)          | 9              |

### Sucesión en listas
| Anterior: «Didn't We Almost Have It All» de Whitney Houston | Billboard Hot 100 — Sencillo Nro 1 10 de octubre de 1987 — 17 de octubre de 1987 | Siguiente: «Lost in Emotion» de Lisa Lisa and Cult Jam |
| Anterior: «La Bamba» de Los Lobos                           | RPM Top Singles — Sencillo Nro 1 24 de octubre de 1987 — 31 de octubre de 1987   | Siguiente: «Mony Mony» de Billy Idol                   |

## Versión de Mandaryna
La cantante Mandaryna realizó una versión de la canción para su álbum debut Mandaryna.com. La versión remezclada por Groove Coverage, fue un gran éxito en Polonia, Europa y Asia, alcanzando el puesto # 2 en la lista de sencillos de Polonia.

### Versión polaca
1. Here I Go Again (Groove Coverage radio version)
2. Here I Go Again (Groove Coverage extended version)
3. Spoken bonus track 1
4. Spoken bonus track 2
5. Spoken bonus track 3
6. Spoken bonus track 4

### Lista internacional
1. Radio Mix
2. Axel Konrad RMX Cut
3. Extended Mix
4. Axel Konrad RMX